# Швајгхофер
Породица Швајгхофер је била произвођач клавира из Беча.

## Историја
Швајгхофер је једна од најпознатијих бечких клавирских кућа, као и њена најстарија, коју је 1792. основао Михаел Швајгхофер (1771–1809). Компанија је применила многе иновације у раној историји производње клавира. Швајгофер је освојио златну медаљу на изложби у Бечу 1845. и исте године је добио статус званичног произвођача клавира код цара Аустрије.
Михаел Швајгхофер је дошао у Беч из Ринче у Баварској. Био је ожењен Аном Висгил Швајгхофер (1780–1822) са којом је имао троје деце. У Бечу је 1792. отворио своју клавирску компанију. Једини сачувани инструмент који је направио налази се у Уметничко-историјском музеју у Бечу. 
Након преране смрти Михаела Швајгхофера 1809. године, посао је наставила његова удовица Ана која се поново удала за произвођача клавира Јозефа Промбергера. Фирма је била позната као Швајгхофер и Промбергер. Михаелов син, Јохан Михаел (1806–1852), вероватно је изучио занат од Промбергера, пре него што је као калфа отпутовао у Енглеску, Француску и Немачку. Јохан Михаел се 1832. вратио у Беч да би се бавио клавирским послом под својим породичним именом. Јохан Михаел Швајгофер је марљиво применио нова знања и технике у производњи клавира, што је довело до освајања златне медаље на изложби у Бечу 1845. Клавири које је направио носе натпис „Ј. М. Швајгхофер [у Бечу]“.
Након смрти Јохана Михаела 1852. године, посао су наставиле трећа и четврта генерација: његов најстарији син Карл Швајгхофер (1839–1905) преузео је компанију. Под његовим руководством, компанија је освојила награде на немачкој индустријској изложби у Минхену 1854. и на Светској изложби у Паризу 1867. Исте године компанији се придружио и Карлов брат Јохан Михаел (1840–1899). На њиховим клавирима стајао је натпис „Синови Ј. М. Швајгхофера у Бечу“. Компанија је 1869. године добила титулу „к. к. Хоф-Пианофорте-Фабрикантен“ бечког царског двора и 1873. године добила је Почасну диплому Светске изложбе у Бечу. Године 1906. компанију је преузео Карлов син Јохан.
1911/1912. године компанија Синови Ј. М. Швајгхофера је продата трговцу клавира Бернхарду Кону и његовом сараднику Фридриху Карбаху, музичару и композитору, за којег се претпоставља да је бивши Швајгхоферов радник. Касније им се придружио др. Оскар Карбах. Отприлике у исто време, претпостављени потомак породице Швајгхофер отворио је своју фабрику под именом Јохан Михаел Швајгхофер ГмбХ где је правио клавире под именом Швајгхофер, што је доводило до правних компликација. Да би разликовали своје клавире, Кон и Карбах су негде после 1920. године ставили натпис Швајгхофер Оригинал на своје инструменте и додали име Карбах на звучне плоче. 1938. Карбах и Кон, који су били Јевреји, страдали су под нацистичким режимом, а њихова компанија је експроприсана и као такву ју је до 1940. водио Фридрих Ербар млађи, још један бечки произвођач клавира. Друга компанија, у власништву потомака породице Швајгхофер, такође је нестала током Другог светског рата.

## Бренд
Швајгхофер клавири су и даље веома цењени због свог богатог, снажног звука и фино израђене конструкције. Током своје дуге историје, компанија је остала посвећена највишим стандардима и инкорпорирала је нове изуме у своје клавире пре других аустријских произвођача клавира (као што су дуплексно скалирање, англо-немачко понављање и двоструки есцапемент, оквири од пуног ливеног гвожђа итд.) Компанија је производила релативно мали број клавира годишње (обично мање од 200), и због тог разлога њихови клавири данас представљају праву реткост.

## Помињање у популарној култури
Гроб Карла Швајгхофера, који се налази у Средишњем бечком гробљу, представљен је у видео снимку и на омоту за сингл Виена групе Алтравокс из 1981. године.